# Tour della nazionale maschile di rugby a 15 del Galles 2005
Tra le edizioni della Coppa del Mondo di rugby del 2003 e 2007, la nazionale gallese di rugby a 15 vive anni pieni di alti e bassi come dimostrano i quattro allenatori che si sono succeduti sulla panchina.
Dopo il mondiale, Steve Hansen che ha risollevato la squadra dopo il disastroso Sei Nazioni 2003, lascia la squadra dopo l'edizione del 2004, chiusa al quarto posto. Se ne va per diventare il vice di Graham Henry, nuovo coach della Nuova Zelanda
Gli succede il Gallese Mike Ruddock che guida i "dragoni" ad un confortante tour, ma soprattutto li porta alla conquista del Grande Slam nel Sei Nazioni 2005.
Impegnati i migliori giocatori nel Tour dei British and Irish Lions, una nazionale sperimentale viene inviata in tour in Nordamerica, dove conquista facilissime vittorie.
Impegnati i migliori giocatori nel Tour dei British and Irish Lions, una nazionale sperimentale viene inviata in tour in Nordamerica, dove conquista facilissime vittorie.
| Hartford 4 giugno 2005 | Stati Uniti | 3 – 77 | Galles |  |

| Toronto 11 giugno 2005 | Canada | 3 – 60 | Galles |  |